# Teleutias vittiventer
Teleutias vittiventer är en insektsart som beskrevs av Max Beier 1960. Teleutias vittiventer ingår i släktet Teleutias och familjen vårtbitare. Inga underarter finns listade i Catalogue of Life.